# Dicallaneura ekeikei
Dicallaneura ekeikei är en fjärilsart som beskrevs av George Thomas Bethune-Baker 1904. Dicallaneura ekeikei ingår i släktet Dicallaneura och familjen Riodinidae. Inga underarter finns listade i Catalogue of Life.